# Callionymus oxycephalus
 Callionymus oxycephalus és una espècie de peix de la família dels cal·lionímids i de l'ordre dels cipriniformes que es troba al Mar Roig.